# مانويل سيسنيروس سانشيز
مانويل سيسنيروس سانشيز هو محامي ودبلوماسي وصحفي وسياسي بيروفي، ولد في 1 نوفمبر 1904 في ليما في بيرو، وتوفي بنفس المكان في 14 سبتمبر 1971. انتخب رئيس مجلس الوزراء البيروفي ‏.